# Idiops pretoriae
Idiops pretoriae är en spindelart som först beskrevs av Pocock 1898.  Idiops pretoriae ingår i släktet Idiops och familjen Idiopidae. Inga underarter finns listade i Catalogue of Life.